# The Promise You Made
The Promise You Made is een nummer, geschreven door zanger Peter Kingsbery van de Amerikaanse groep Cock Robin. Het was de eerste single van het debuut studioalbum Cock Robin uit 1985. In november dat jaar werd het nummer eerst op single uitgebracht in de VS en Canada en in februari 1986 in Europa.

## Achtergrond
De plaat werd een hit in vrijwel geheel Europa. In  Italië en Frankrijk werd de 4e positie behaald, Duitsland de 6e, Zwitserland de 7e, Ierland de 11e en in het Verenigd Koninkrijk de 28e positie in de UK Singles Chart.
In thuisland de VS en in Canada werd géén notering in de hitlijsten behaald. 
In Nederland werd de plaat begin 1986 veel gedraaid op Radio 3 en werd een gigantische hit in de destijds twee landelijke hitlijsten op de nationale publieke popzender. De plaat bereikte de nummer 1-positie in de Nederlandse Top 40 en de 2e positie in de Nationale Hitparade. In de Europese hitlijst op Radio 3, de TROS Europarade, bereikte de plaat de 6e positie.
In België bereikte de plaat in zowel de voorloper van de Vlaamse Ultratop 50 als de Vlaamse Radio 2 Top 30 de nummer 1-positie. In Wallonië werd géén notering behaald.
De Belgisch Vlaamse zangeres Kate Ryan nam het nummer in 2004 op in het Frans onder de titel La Promesse.
Sinds de allereerste editie in december 1999 staat de plaat onafgebroken genoteerd in de jaarlijkse NPO Radio 2 Top 2000 van de Nederlandse publieke radiozender NPO Radio 2, met als hoogste notering een 425e positie in 1999.

## Hitnoteringen

### Nederlandse Top 40
| "The Promise You Made" in de Nederlandse Top 40 - binnen: 22-02-1986 | "The Promise You Made" in de Nederlandse Top 40 - binnen: 22-02-1986 | "The Promise You Made" in de Nederlandse Top 40 - binnen: 22-02-1986 | "The Promise You Made" in de Nederlandse Top 40 - binnen: 22-02-1986 | "The Promise You Made" in de Nederlandse Top 40 - binnen: 22-02-1986 | "The Promise You Made" in de Nederlandse Top 40 - binnen: 22-02-1986 | "The Promise You Made" in de Nederlandse Top 40 - binnen: 22-02-1986 | "The Promise You Made" in de Nederlandse Top 40 - binnen: 22-02-1986 | "The Promise You Made" in de Nederlandse Top 40 - binnen: 22-02-1986 | "The Promise You Made" in de Nederlandse Top 40 - binnen: 22-02-1986 | "The Promise You Made" in de Nederlandse Top 40 - binnen: 22-02-1986 | "The Promise You Made" in de Nederlandse Top 40 - binnen: 22-02-1986 | "The Promise You Made" in de Nederlandse Top 40 - binnen: 22-02-1986 | "The Promise You Made" in de Nederlandse Top 40 - binnen: 22-02-1986 | "The Promise You Made" in de Nederlandse Top 40 - binnen: 22-02-1986 |
| Week                                                                 | 1                                                                    | 2                                                                    | 3                                                                    | 4                                                                    | 5                                                                    | 6                                                                    | 7                                                                    | 8                                                                    | 9                                                                    | 10                                                                   | 11                                                                   | 12                                                                   | 13                                                                   |                                                                      |
| -------------------------------------------------------------------- | -------------------------------------------------------------------- | -------------------------------------------------------------------- | -------------------------------------------------------------------- | -------------------------------------------------------------------- | -------------------------------------------------------------------- | -------------------------------------------------------------------- | -------------------------------------------------------------------- | -------------------------------------------------------------------- | -------------------------------------------------------------------- | -------------------------------------------------------------------- | -------------------------------------------------------------------- | -------------------------------------------------------------------- | -------------------------------------------------------------------- | -------------------------------------------------------------------- |
| Nummer                                                               | 26                                                                   | 15                                                                   | 6                                                                    | 3                                                                    | 1                                                                    | 1                                                                    | 2                                                                    | 2                                                                    | 5                                                                    | 7                                                                    | 13                                                                   | 20                                                                   | 25                                                                   | uit                                                                  |

### Nationale Hitparade
| "The Promise You Made" in de Nationale Hitparade - binnen: 15-02-1986 | "The Promise You Made" in de Nationale Hitparade - binnen: 15-02-1986 | "The Promise You Made" in de Nationale Hitparade - binnen: 15-02-1986 | "The Promise You Made" in de Nationale Hitparade - binnen: 15-02-1986 | "The Promise You Made" in de Nationale Hitparade - binnen: 15-02-1986 | "The Promise You Made" in de Nationale Hitparade - binnen: 15-02-1986 | "The Promise You Made" in de Nationale Hitparade - binnen: 15-02-1986 | "The Promise You Made" in de Nationale Hitparade - binnen: 15-02-1986 | "The Promise You Made" in de Nationale Hitparade - binnen: 15-02-1986 | "The Promise You Made" in de Nationale Hitparade - binnen: 15-02-1986 | "The Promise You Made" in de Nationale Hitparade - binnen: 15-02-1986 | "The Promise You Made" in de Nationale Hitparade - binnen: 15-02-1986 | "The Promise You Made" in de Nationale Hitparade - binnen: 15-02-1986 | "The Promise You Made" in de Nationale Hitparade - binnen: 15-02-1986 | "The Promise You Made" in de Nationale Hitparade - binnen: 15-02-1986 | "The Promise You Made" in de Nationale Hitparade - binnen: 15-02-1986 | "The Promise You Made" in de Nationale Hitparade - binnen: 15-02-1986 |
| Week                                                                  | 1                                                                     | 2                                                                     | 3                                                                     | 4                                                                     | 5                                                                     | 6                                                                     | 7                                                                     | 8                                                                     | 9                                                                     | 10                                                                    | 11                                                                    | 12                                                                    | 13                                                                    | 14                                                                    | 15                                                                    |                                                                       |
| --------------------------------------------------------------------- | --------------------------------------------------------------------- | --------------------------------------------------------------------- | --------------------------------------------------------------------- | --------------------------------------------------------------------- | --------------------------------------------------------------------- | --------------------------------------------------------------------- | --------------------------------------------------------------------- | --------------------------------------------------------------------- | --------------------------------------------------------------------- | --------------------------------------------------------------------- | --------------------------------------------------------------------- | --------------------------------------------------------------------- | --------------------------------------------------------------------- | --------------------------------------------------------------------- | --------------------------------------------------------------------- | --------------------------------------------------------------------- |
| Nummer                                                                | 27                                                                    | 9                                                                     | 6                                                                     | 4                                                                     | 2                                                                     | 3                                                                     | 2                                                                     | 2                                                                     | 6                                                                     | 6                                                                     | 16                                                                    | 21                                                                    | 26                                                                    | 41                                                                    | 46                                                                    | uit                                                                   |

### TROS Europarade
Hitnotering: 15-03-1986 t/m 17-05-1986. Hoogste notering: #6 (1 week).

### NPO Radio 2 Top 2000
| Nummer met noteringen in de NPO Radio 2 Top 2000 | '99 | '00 | '01 | '02 | '03 | '04 | '05 | '06 | '07 | '08 | '09 | '10  | '11  | '12  | '13  | '14  | '15  | '16  | '17  | '18  | '19  | '20  | '21  | '22  | '23  | '24  |
| ------------------------------------------------ | --- | --- | --- | --- | --- | --- | --- | --- | --- | --- | --- | ---- | ---- | ---- | ---- | ---- | ---- | ---- | ---- | ---- | ---- | ---- | ---- | ---- | ---- | ---- |
| The Promise You Made                             | 425 | 645 | 528 | 753 | 776 | 567 | 698 | 793 | 936 | 731 | 990 | 1092 | 1058 | 1365 | 1203 | 1210 | 1262 | 1112 | 1140 | 1313 | 1312 | 1225 | 1311 | 1375 | 1370 | 1499 |

1. ↑  Een vetgedrukt getal geeft de hoogste notering aan.